# Amphineurus pullybuntor
Amphineurus pullybuntor är en tvåvingeart som beskrevs av Günther Theischinger 1994. Amphineurus pullybuntor ingår i släktet Amphineurus och familjen småharkrankar. Inga underarter finns listade i Catalogue of Life.